# Théophile Gautier
Théophile Gautier (Tarbes, 31 augustus 1811 – Neuilly-sur-Seine, 23 oktober 1872) was een Frans schrijver. Hij begon als romantisch schrijver en was een actief militant, maar keerde zich later af van de beweging omdat hij het niet eens was met de excessen waartoe de Romantiek had geleid. Gautier ontwikkelde zich vervolgens als theoreticus van de Parnassebeweging en verdedigde de "L'art pour l'art"-doctrine. Hij schreef zowel proza als poëzie, maar is nu het best bekend door zijn gedichten.

## Leven

### Jeugd
Théophile Gautier werd geboren in een familie behorende tot de kleine bourgeoisie in Tarbes (departement Hautes-Pyrénées) waar zijn vader ambtenaar der belastingen was. Toen Gautier drie was, installeerde de familie zich te Parijs, waar Gautier gedurende korte tijd in 1822 op internaat zat aan het lycée Louis-le-Grand. Omdat hij zich daar zeer ongelukkig voelde, veranderde hij van school en ging vervolgens naar het collège Charlemagne. Daar ontmoette hij Gérard Labrunie (de latere Gérard de Nerval) met wie hij een vriendschap aanknoopte. Al vroeg ontwikkelde Gautier een interesse voor de literatuur, meer bepaald de Latijnse decadente dichters en de oudere Franse literatuur, vooral die van de 16de en begin 17e eeuw. Hij was echter initieel aangetrokken door de schilderkunst en bezocht gedurende twee jaar het atelier van de schilder Rioult in de rue Saint-Antoine. Gautier zou beginnen aan zijn carrière als schilder.

### Ommezwaai naar de literatuur
Gautier vormde met enkele andere schrijvers en kunstenaars (onder wie Gérard de Nerval, Pétrus Borel, de schilder Corot) een eigen romantisch cenakel, le petit Cénacle genaamd. Hij las ook de eerste werken van de romantische schrijvers en begon zelf ook te schrijven. Hij las zijn eerste verzen ook voor aan Borel die hem vervolgens vol enthousiasme voorstelde aan Victor Hugo. Deze ontmoeting, op 27 juni 1829, had een grote invloed op Gautier en zou hem voorgoed in de richting van een literaire carrière duwen. Op 25 februari 1830 verliet hij het atelier van Rioult.

### Romantisch militant
Gautier werd een militant romantisch schrijver. Hij woonde de première bij van Hugo’s toneelstuk Hernani, een première die bekendstaat als "la bataille d’Hernani" (de slag om Hernani), en waarbij de actie zich niet alleen op het podium, maar ook in de zaal afspeelde. Gautier, gekleed in een vermiljoenrood vest (dat een groot schandaal opleverde en tegelijkertijd zeer beroemd is geworden), maakte deel uit van de romantische groep, door Hugo uitgenodigd, die het hoofd boden aan de meer classicistisch ingestelde toeschouwers.
Vijf maanden later, op 28 juli 1830, kwam Gautiers eerste dichtbundel, Poésies, uit bij uitgeverij Mary. De bundel ging echter onopgemerkt voorbij, mede door het feit dat hij uitkwam in een vrij woelige periode – de Julirevolutie – in Parijs, maar droeg wel al de belofte in zich van een groot dichter. Gautier toonde zich een handig dichter die de manier van de ouden al onder de knie had en zich bewust van die erfenis ook getuigt van een zekere originaliteit. Drie jaar later bracht Gautier zijn eerste gedichten opnieuw uit onder de titel Albertus ou l’Ame et le péché, légende théologique. Albertus was de naam van de held in het gelijknamige lange gedicht uit die bundel. Hetzelfde jaar publiceerde hij Les Jeunes-France, een prozawerk dat op een humoristische en soms satirische wijze de dwaasheden van de jonge romantici beschreef. Gautier leverde zo op onschuldige wijze kritiek op zijn medestanders van het eerste uur. Hij viseerde hierbij vooral de romantici die meegingen met de stroming omdat die in de mode was.

### Beginnend estheticisme

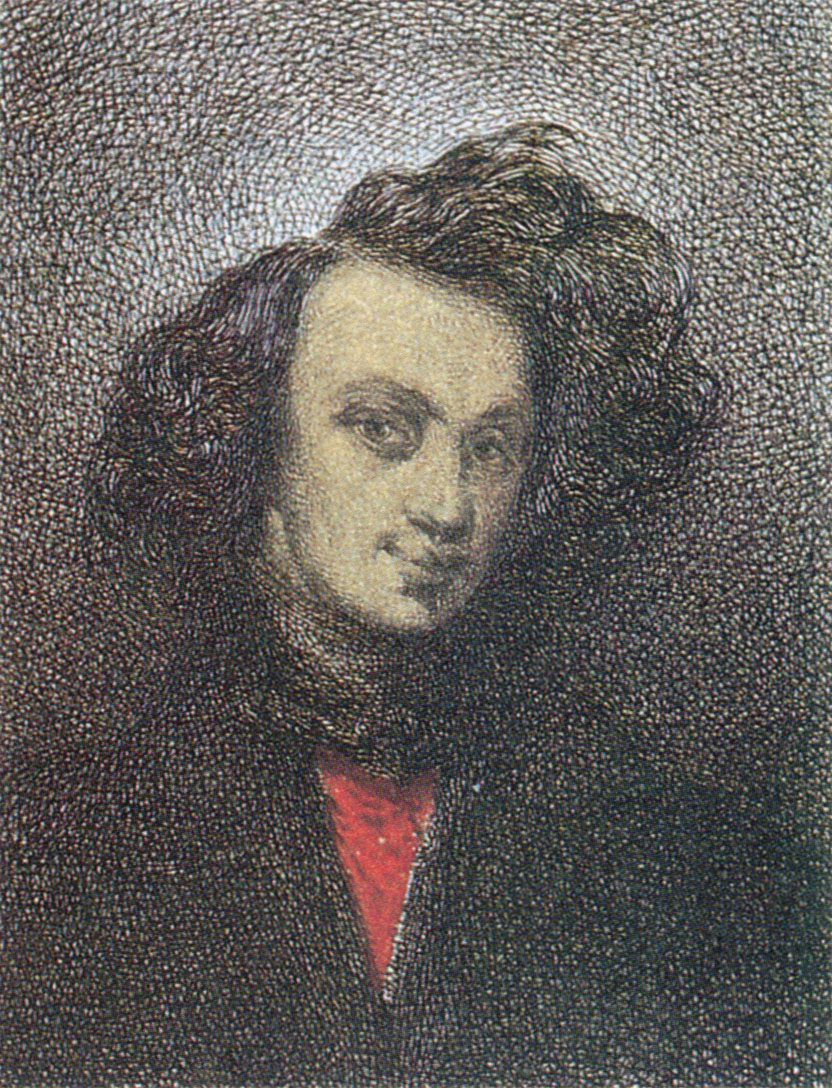
Portret van Gautier (1839) door Auguste de Chatillon

Medio jaren 30 verhuisde Gautier. Hij verliet het ouderlijk dak aan de Place des Vosges en installeerde zich in de impasse du Doyenné, dicht bij de place du Carrousel, in een appartement waar hij o.a. de Nerval als buur had.
In 1835 verscheen Gautiers roman Mademoiselle de Maupin, dat een schandaal veroorzaakte, onder andere door een vrij provocerend voorwoord, waarin Gautier verklaarde dat alles was toegestaan, zolang de kunst maar gediend was. Men kan in dit voorwoord een begin van de l’art-pour-l’art-doctrine ontwaren. Net veel later startte Gautier een journalistieke loopbaan, onder andere ook om financiële redenen. Hij droeg enkele novelles en kritische artikels aan La Chronique de Paris. Hij werkte mee aan La Charte de 1830 en schreef ook enkele fantastische artikels voor Le Figaro. In 1836 schreef hij zijn eerste artikel voor La Presse, de nieuwe krant van Emile de Girardin. Hij begon er als kunstcriticus en werd later ook toneelrecensent. Hij schreef bovendien ook feuilletons voor de kranten waaraan hij meewerkte. Gautier schreef voor La Presse van 1836 tot 1854. Daarna schreef hij voor Le Moniteur en Le Journal officiel.
Het schrijven van deze artikelen voor de dagelijkse pers voelde Gautier soms als een juk waarover hij zich beklaagde. Het belette hem echter niet om nieuwe toneel- en dichtwerken te creëren en verre reizen te maken. 

In 1838 verscheen La Comédie de la Mort, een dichtbundel die verschilde van zijn voorgaande en die de invloed toonde van Dante, Shakespeare en Goethe. Het werk wordt getypeerd door een vrij macabere humor, zoals blijkt uit het gedicht La Trépassée et le Ver, dat gaat over een dialoog tussen een pas overleden jonge vrouw en de worm die aan haar gaat knagen. In 1840 schreef Gautier voor het theater het stuk Une Larme du Diable, gevolgd door Le Tricorne enchanté en Pierrot posthume. In 1845 publiceerde hij een bundel, Poésies complètes, die al zijn tot dan toe geschreven werken bevatte. 

De reizen die hij maakte zouden hun neerslag vinden in Gautiers werken. Zo reisde hij in 1840 naar Spanje. De ervaringen van die reis schreef hij neer in Voyage en Espagne. Vervolgens reside hij naar Algerije (1845), Italië (1850), Griekenland en Turkije (1852), Rusland (1858) en Egypte (1862). Elke reis gaf aanleiding tot reisverhalen (zoals Tra los Montes (1839), Italia (1852)), maar werkte ook door in zijn literaire werken. Zo geeft zijn reis naar Spanje aanleiding tot het dichtwerk España.

### Theoreticus van de Parnasse
Naast zijn journalistieke werk bleef Gautier ook verder werken aan zijn poëzie. In 1852 verscheen de eerste versie van Gautiers dichtbundel Emaux et Camées, die tot aan zijn dood zou worden aangevuld met nieuwe gedichten. Dit werk was van groot belang, omdat het Gautiers esthetische ideeën en zijn zoektocht naar perfectie illustreerden. Het was het resultaat van Gautiers experimenten met wat de gebroeders Goncourt zijn "écriture artiste" noemden. Het werk kan worden beschouwd als een van de basiswerken van de l’art pour l’art-doctrine en de Parnassebeweging. Gautiers naam verscheen dan ook in 1866 in Le Parnasse contemporain.
In 1857 verhuisde Gautier naar Neuilly-sur-Seine met zijn vrouw Ernesta Grisi en zijn twee dochters, Judith Gautier, die later trouwde met Catulle Mendès, en Estelle, die huwde met Emile Bergerat. Daar, op nummer 32 in de rue de Longchamp, ontving hij zijn vriendenkring, die kunstenaars en schrijvers telde zoals Baudelaire, Dumas fils, Ernest Feydeau, Flaubert, Pierre Puvis de Chavannes en Gustave Doré. Gautier had nog een zoon, Gautier fils, als resultaat van een verhouding met de Spaanse Eugénie Fort.
Gautier ontving niet alleen kunstenaars thuis, maar ontmoette er ook in de literaire salons van prinses Mathilde, van wie hij in 1868 bibliothecaris was geworden. Hij ontmoette er Hippolyte Taine, de gebroeders Goncourt, Ernest Renan en Sainte-Beuve.
Gautier bevond zich dus in een positie waarin hij in contact kwam met velen uit de Franse intelligentsia. Bovendien werd hij beschouwd als een van de (theoretische) leiders van de Parnassebeweging. Baudelaire noemde zich zijn leerling en droeg zijn beroemde dichtbundel Les Fleurs du Mal aan hem op. Ook Théodore de Banville droeg verzen aan hem op. Ondanks de erkenning van zijn literaire collega’s slaagde Gautier er echter niet in om opgenomen te worden in de Académie française.
Het einde van het Empire en de Frans-Duitse oorlog van 1870 hadden een grote invloed op Gautier. Vooral de val van het Empire verplichtte Gautier om zijn leven voor een gedeelte opnieuw op te bouwen. De schok was evenwel toch groot en Gautier stierf twee jaar later, in 1872, te Neuilly. Hij werd begraven op het kerkhof van Montmartre.

## Werk
Het werk van Gautier was zeer divers en reikte van het literaire (romans, gedichten) tot de non-fictie (kunstkritieken, reisverhalen).

### Romans
Gautiers eerste roman van omvang was Mademoiselle de Maupin, dat vooral door zijn voorwoord een schandaal veroorzaakte. In dat voorwoord verklaarde de auteur dat het zijn recht was om te schrijven over de ergste passionele afwijkingen, zolang de kunst maar aan zijn trekken kwam. De auteur verklaarde dat hij zich weinig zorgen maakte om de burgerlijke moraal. Met dit voorwoord zien we al een eerste aanzet tot Gautiers latere l’art-pour-l’artdoctrine. In 1838 werd Fortunio gepubliceerd, en werk waarin Gautier zijn fantasie volledig kon ontplooien. Eveneens vermeldenswaard is de roman Le Capitaine Fracasse, een roman met een picareske inslag, uitgegeven in 1863, maar begonnen zo’n dertig jaar daarvoor.

### Fantastische verhalen
Gautier schreef ook verschillende fantastische verhalen. Zijn eerste fantastische verhaal, La Cafetière, werd gepubliceerd in Le Cabinet de lecture. Gautier zou dit soort verhalen gedurende de rest van zijn carrière blijven schrijven. Fortunio verscheen in 1838, nadat het als feuilleton was verschenen onder de titel L’Eldorado. Hetzelfde jaar verscheen ook La Comédie de la Mort. Andere verhalen in deze trant zijn Arria Marcella (1852), Le Roman de la Momie (1858) en Spirite (1866).

### Poëzie
Théophile Gautier is vandaag de dag het meest bekend om zijn gedichten. In 1830 publiceerde hij zijn eerste bundel, die in 1833 werd heruitgegeven onder de titel Albertus ou l’Ame et le péché, légende théologique. Daar waar de eerste uitgave nog vrij braaf was, met slechts hier en daar beloftevolle gedichten, was de tweede uitgave gedurfder en was er al en meer macabere ondertoon. Die interesse voor het macabere vindt men ook terug in zijn bundel La Comédie de la Mort uit 1838, met het gedicht La Trépassée et le Ver. De meest bekende bundel is misschien Emaux et Camées. Het toont duidelijk Gautiers ommekeer (al duidelijk in sommige gedichten van España in 1845) rond het midden van de negentiende eeuw, waarbij hij zich afzet tegen de excessen van de Romantiek en zich uitsprak voor een kunst die zichzelf moest dienen. Gautiers perfectie uitte zich in zijn zorg voor een bewerkte kunst, een kunst waarbij vorm en techniek primeren boven boodschap. Aldus werd de bundel een van de basiswerken van de Parnasse en werd Gautier beschouwd als een van de theoretici van die beweging. Vooral het gedicht L’Art zal een van de credo’s worden van de formalistische kunst van de jaren 1860.

### Andere
Andere domeinen waarin Gautier schreef, waren het theater, het ballet (zoals de libretto’s voor Gisèle (1841) en L’Anneau de Sacountâla (1858)), kritieken (kunst- en toneelkritiek), reisverhalen en essays, zoals dat over Honoré de Balzac uit 1859. Deze laatste gebruikte trouwens Gautiers gedicht "De tulp" uit 1832 (La tulipe) in zijn roman "Verloren illusies."